# Hassania Agadir
El Hassania Union Sport Agadir es un equipo de fútbol de Marruecos que juega en la Liga marroquí de fútbol, la liga de fútbol más importante del país.

## Historia
Fue fundado en el año 1946 en la ciudad de Agadir y cuenta con 2 títulos de liga y 2 subcampeonatos de copa.
A nivel internacional ha participado en 3 torneos continentales, donde en todos ha llegado a la segunda ronda.

## Palmarés
- GNF 1: 2

2002, 2003
- Copa del Trono: 0
  - Subcampeón: 3

1963, 2006, 2019
- GNF 2: 1

1996

## Participación en competiciones de la CAF
| Temporada | Torneo                       | Ronda      | Club               | Casa | Visita | Global      |
| --------- | ---------------------------- | ---------- | ------------------ | ---- | ------ | ----------- |
| 2003      | Liga de Campeones de la CAF  | 1          | Al Ittihad Tripoli | 0-0  | 0-0    | 0-0 (6-5 p) |
| 2003      | Liga de Campeones de la CAF  | 2          | ASEC Mimosas       | 0-0  | 0-1    | 0-1         |
| 2004      | Liga de Campeones de la CAF  | Preliminar | ASC Nasr de Sebkha | 7-0  | w.o.1  | 7-0         |
| 2004      | Liga de Campeones de la CAF  | 1          | ES Sahel           | 0-0  | 0-2    | 0-2         |
| 2007      | Copa Confederación de la CAF | 1          | US Gorée           | 3-2  | 0-0    | 3-2         |
| 2007      | Copa Confederación de la CAF | 2          | Dolphins FC        | 1-0  | 0-1    | 1-1 (3-5 p) |

1- ASC Nasr de Sebhka abandonó el torneo antes de jugar el partido de vuelta.

## Ex Entrenadores
- Mustapha Madih
- Ion Oblemenco (1996)
- Aurel Țicleanu (2004)
- Eugen Moldovan (2005–06, 2008-09)
- Jean-François Jodar (julio de 2009–junio de 2011)
- Hubert Velud (julio de 2011–octubre de 2011)
- Mustapha Madih (octubre de 2011-april de 2014)
- Abdelhadi Sektioui (junio de 2014-april de 2017)
- Miguel Ángel Gamondi (julio de 2017-noviembre de 2019)
- Xavi Bernal
- Mohamed Fakhir (noviembre de 2019-enero de 2020)
- Mustapha Ouchrif (enero de 2020-agosto de 2021)
- Abdelhadi Sektioui (diciembre de 2021-julio de 2022)
- Marcos Paqueta (julio de 2022-marzo de 2023)
- Abdelhadi Sektioui (marzo de 2023-presente)